# Silbato para perros (política)

Desde un punto de vista nativista, el eslogan de la campaña presidencial de Donald Trump, usado también por Ronald Reagan en su campaña electoral de 1980, es un silbato para perros.

En política, silbato para perros o política de silbato de perro —del inglés dog-whistle politics— se refiere al lenguaje en código de doble sentido que usan los políticos para conseguir el apoyo de un público más amplio en su candidatura atrayendo a la audiencia política deseada sin provocar la ira de audiencias opuestas. El término hace una alusión analógica a la forma similar en que funcionan los silbatos ultrasónicos para perros que se utilizan en el pastoreo de ovejas, el cual emite frecuencias que no están dentro del espectro de audición humana pero que sí son audibles para los perros pastores. Funcionan empleando un lenguaje que tiene significados normales para la mayoría de la población, pero que puede tener un significado implícito muy específico para el subgrupo al que se dirigen. Se utilizan para evitar la atención de los opositores o que a los políticos se les etiquete como políticamente incorrectos, al tiempo que se transmiten mensajes relacionados con asuntos sensibles que pueden ser objeto de oposición.